# HD100340
HD100340 — хімічно пекулярна зоря спектрального класу B2, що має видиму зоряну величину в смузі V приблизно 10,1.
Вона  розташована на відстані близько 4659,4 світлових років від Сонця.

## Пекулярний хімічний склад
Зоряна атмосфера HD100340 має підвищений вміст 
He
.